# Air Senegal
Air Senegal è la compagnia aerea di bandiera del Senegal ed è interamente di proprietà del governo del paese. Il vettore ha sede a Dakar mentre il suo hub principale è l'aeroporto Internazionale Blaise Diagne.

## Storia
Creata nel 2016, è di proprietà dello stato attraverso il braccio statale degli investimenti, la Caisse des Dépots et Consigation du Sénégal, per sostituire la Senegal Airlines, ormai fallita e in liquidazione. La nuova linea aerea nazionale fa parte di un ampio piano ventennale di investimenti chiamato Plan Sénégal Émergent (PSE) e iniziato dall'ex Presidente del consiglio Macky Sall. Air Senegal punta alla leadership del trasporto aereo nell'Africa occidentale.
Il 29 aprile 2018 la compagnia aerea ha ricevuto il Certificato di Operatore dell'Aria (AOC) e ha iniziato ad operare con voli nazionali il 14 maggio dello stesso anno attraverso due ATR72-600. Nel 2017, il vettore, ha ordinato due Airbus A319-100 mentre nel novembre dello stesso anno al Salone aeronautico di Dubai, ha ordinato due Airbus A330-900neo; divenendone il primo acquirente del continente africano.
Nel novembre 2019, al Dubai Air Show, fu firmato un Memorandum of Understanding per 8 Airbus A220-300, il più grande ordine della compagnia fino ad allora. Secondo il CEO Ibrahima Kane, "contribuiranno a sviluppare la rete a lungo raggio verso l'Europa e la rete regionale in Africa", con rotte per Londra, Ginevra e Lagos. Il primo A220 è stato consegnato nel 2021 e al momento della consegna Air Senegal è diventata la terza compagnia aerea africana a operare l'Airbus A220 dopo Air Tanzania ed EgyptAir, e la prima compagnia aerea dell'Africa occidentale a gestirli. Nel settembre 2019, la compagnia è entrata a far parte della African Airlines Association.
La fine del 2019 ha visto una grande espansione per il vettore. A metà novembre la compagnia ha rafforzato collegamenti interni con una nuova rotta per Cap Skirring utilizzando i suoi ATR 72-600, la sua seconda rotta domestica dopo Ziguinchor. C'è stata anche l'espansione nel settore del lungo raggio con l'arrivo di un secondo A330-900, che ha permesso alla compagnia di iniziare le operazioni versoMarsiglia e Barcellona, la prima destinazione della compagnia in Spagna. L'aggiunta di un Boeing 737-500 in leasing dalla compagnia aerea rumena Blue Air ha consentito ad Air Senegal di lanciare nuove rotte verso diversi paesi dell'Africa occidentale, tra cui Casablanca in Marocco, Accra, capitale del Ghana, nonché Abuja e Lagos in Nigeria.
L'espansione è stata bruscamente interrotta nel marzo 2020 a causa dell'inizio della pandemia di COVID-19, che ha costretto Air Senegal a sospendere temporaneamente le operazioni. Alla fine del 2020, Air Senegal ha ricevuto il suo primo Airbus A321, con un secondo consegnato a febbraio 2021. Questi 2 velivoli hanno contribuito a lanciare nuove rotte, questa volta verso Milano in Italia, la prima rotta italiana della compagnia aerea, e Lione nel sud della Francia. Queste rotte sono iniziate rispettivamente a febbraio e marzo del 2021. Aprile ha visto la fine del contratto di locazione del Boeing 737-500, che è stato restituito a Blue Air.
Un passo significativo nella crescita della compagnia aerea è arrivato con l'annuncio dei suoi piani per volare negli Stati Uniti per la prima volta da settembre 2021. New York viene servita con un volo diretto dall'Airbus A330-900neo. La rotta bisettimanale, inaugurata il 2 settembre, serve l'Aeroporto Internazionale John F. Kennedy e prosegue per l'Aeroporto Internazionale di Baltimora-Washington.

## Destinazioni
Al 2025, Air Senegal opera voli nazionali e internazionali verso diverse destinazioni in Africa, America del Nord ed Europa: 
Africa
- Benin
- Camerun
- Capo Verde
- Costa d'Avorio
- Gabon
- Gambia
- Guinea-Bissau
- Mali
- Mauritania
- Marocco
- Senegal

America
- New York
- Washington

Europa
- Francia
- Italia
- Spagna

## Flotta

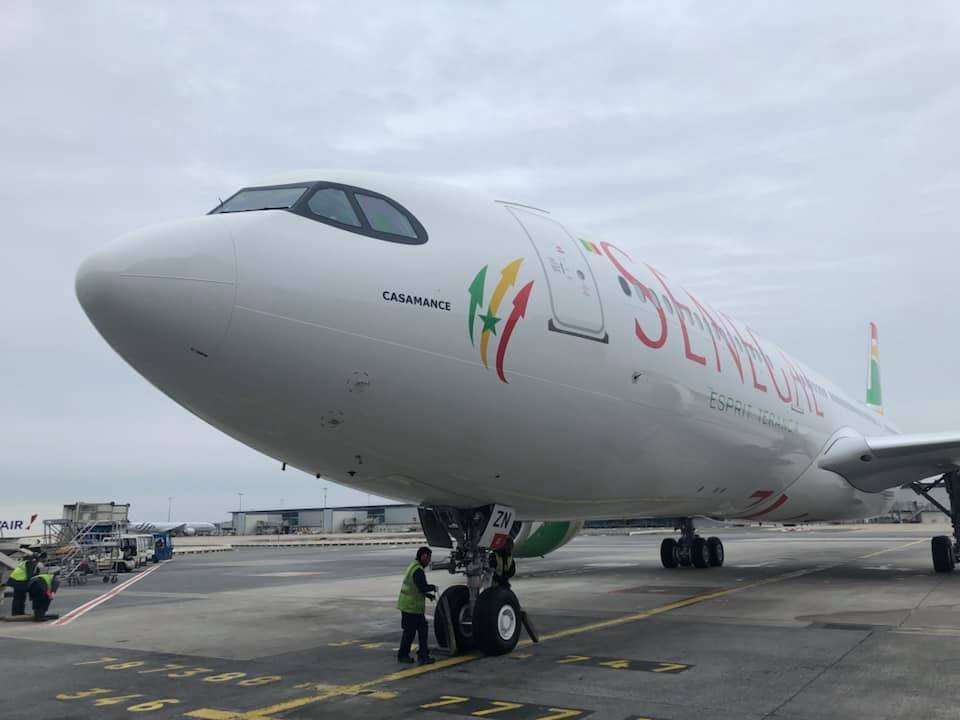
Uno dei due Airbus A330-900neo.

### Flotta attuale
A maggio 2025 la flotta di Air Senegal è così composta:

### Flotta storica
Air Senegal operava in precedenza con i seguenti aeromobili:
- Un Airbus A319, noleggiato da Air Cote d’Avoire, registrato come TU-IST.  L’aeromobile è entrato a far parte della flotta di Air Senegal da ottobre 2018 a luglio 2019.
- Un Boeing 737-500 in leasing da Blue Air.